# ایم جیونگ-هوا
ایم جیونگ-هوا (انگلیسی: Im Jyoung-hwa؛ زادهٔ ۷ دسامبر ۱۹۸۶) وزنه‌بردار زن اهل کره جنوبی است.
وی در مسابقات بین‌المللی در مجموع برندهٔ ۲ مدال نقره شده‌است. 